# بيير كليمنت
بيير كليمنت (بالفرنسية: Jean-Pierre Clément )‏ (و. 1809 – 1870 م) هو مؤرخ، وأمين مكتبة، واقتصادي فرنسي، وكان عضوًا في أكاديمية العلوم الأخلاقية والسياسية الفرنسية، توفي في باريس، عن عمر يناهز 61 عاماً.

## جوائز
حصل على جوائز منها:
- نيشان جوقة الشرف من رتبة ضابط
- الجائزة الكبرى لغوبرت [الإنجليزية]‏.